# ディウメルシ・ムボカニ
デュドネ・"ディウメルシ"・ムボカニ・ブズア（フランス語:Dieudonne "Dieumerci" Mbokani Bezua, 1985年11月22日 - ）は、ザイール（現コンゴ民主共和国）・キンシャサ出身のサッカー選手。プロキシマス・リーグ、ワースラント＝ベフェレン所属。ポジションはFW。コンゴ民主共和国代表。

## 経歴
2005年からTPマゼンベに所属し、2006-07シーズンにベルギーのRSCアンデルレヒトにレンタル移籍した。ここで4ゴールを記録し翌年にはスタンダール・リエージュに移籍した。2010年7月30日、フランスのASモナコに移籍。2011年8月9日、古巣のRSCアンデルレヒトに移籍した。
2013年6月21日、FCディナモ・キーウに移籍した。
2015年9月1日、プレミアリーグに復帰したノリッジ・シティFCに1年間のレンタルで加入した。
2016年8月31日、プレミアリーグのハル・シティAFCにレンタル移籍。
2017-18シーズンよりFCディナモ・キーウに復帰。

## 代表歴
2006年にコンゴ民主共和国代表としてA代表デビューし、アフリカネイションズカップ2013に出場した。
2016年、代表のチームメイトであるセドリック・バカンブとブリュッセルで爆破事件に巻き込まれ両者ともに無傷で脱出したが、その後のコンゴサッカー協会連盟の対応への不満から代表引退を表明。しかしその後代表に復帰しアフリカネイションズカップ2017に出場した。

## タイトル

### クラブ
マゼンベ
- リナフット(1): 2006

スタンダール
- ジュピラー・プロ・リーグ(2): 2007-08, 2008-09
- ベルギー・スーパーカップ(2): 2008, 2009

アンデルレヒト
- ジュピラー・プロ・リーグ(3): 2006-2007, 2011-12, 2012-13
- ベルギー・スーパーカップ (2): 2012, 2013

ディナモ・キエフ
- ウクライナ・プレミアリーグ(2): 2014-15, 2015-16
- ウクライナ・スーパーカップ (2): 2013-14, 2014-15

### 個人
- ベルギー・ゴールデン・シュー: 2012
- ベルギー・エボニーシュー: 2012
- アフリカネイションズカップ得点王: 2015

## 所属クラブ
- ニュー・ベロールSC 2004
- TPマゼンベ 2005-2007

→ RSCアンデルレヒト 2006-2007 (loan)
- スタンダール・リエージュ 2007-2010
- ASモナコ 2010-2011

→ VfLヴォルフスブルク 2011 (loan)
- RSCアンデルレヒト 2011-2013
- FCディナモ・キーウ 2013-2018

→ ノリッジ・シティFC 2015-2016 (loan)
→ ハル・シティAFC 2016-2017 (loan)
- ロイヤル・アントワープFC 2018-

## 個人成績
| クラブ                     | シーズン | リーグ                     | リーグ | リーグ | カップ | カップ | リーグカップ | リーグカップ | その他 | その他 | 合計 | 合計 |
| クラブ                     | シーズン | リーグ                     | 出場   | 得点   | 出場   | 得点   | 出場         | 得点         | 出場   | 得点   | 出場 | 得点 |
| -------------------------- | -------- | -------------------------- | ------ | ------ | ------ | ------ | ------------ | ------------ | ------ | ------ | ---- | ---- |
| アンデルレヒト (loan)      | 2006-07  | ベルギー・プロ・リーグ     | 9      | 4      | 0      | 0      | 0            | 0            | 0      | 0      | 9    | 4    |
| スタンダール・リエージュ   | 2007-08  | ベルギー・プロ・リーグ     | 32     | 15     | 0      | 0      | 0            | 0            | 0      | 0      | 32   | 15   |
| スタンダール・リエージュ   | 2008-09  | ベルギー・プロ・リーグ     | 31     | 17     | 0      | 0      | 0            | 0            | 10     | 3      | 41   | 20   |
| スタンダール・リエージュ   | 2009-10  | ベルギー・プロ・リーグ     | 24     | 7      | 1      | 0      | 0            | 0            | 12     | 3      | 37   | 10   |
| モナコ                     | 2010-11  | リーグ・アン               | 10     | 1      | 0      | 0      | 1            | 0            | 0      | 0      | 11   | 1    |
| VfLヴォルフスブルク (loan) | 2010-11  | ブンデスリーガ             | 7      | 0      | 0      | 0      | 0            | 0            | 0      | 0      | 7    | 0    |
| アンデルレヒト             | 2011-12  | ベルギー・プロ・リーグ     | 26     | 14     | 0      | 0      | 0            | 0            | 5      | 1      | 31   | 15   |
| アンデルレヒト             | 2012-13  | ベルギー・プロ・リーグ     | 27     | 19     | 2      | 1      | 0            | 0            | 9      | 7      | 38   | 27   |
| ディナモ・キーウ           | 2013-14  | ウクライナ・プレミアリーグ | 25     | 13     | 2      | 1      | 0            | 0            | 6      | 2      | 33   | 16   |
| ディナモ・キーウ           | 2014-15  | ウクライナ・プレミアリーグ | 8      | 3      | 1      | 0      | 0            | 0            | 3      | 0      | 12   | 3    |
| ノリッジ・シティ           | 2015-16  | プレミアリーグ             | 29     | 7      | 0      | 0      | 1            | 0            | 0      | 0      | 30   | 7    |
| ハル・シティ               | 2016-17  | プレミア・リーグ           | 12     | 0      | 0      | 0      | 2            | 0            | 0      | 0      | 14   | 0    |